# قلبي من الظلام (فلم)
قلبي من الظلام (بالإنجليزية: My Heart of Darkness)، هُو فيلم وثائقي سويدي ألماني يتحدث عن أربع جنود شاركوا في الحرب الأهلية الأنغولية، ويعرض مُعاناة هؤلاء من اضطراب الكرب التالي للصدمة النفسية. سُجل الفيلم في 2007، وعُرض لأول مرة في مهرجان الأفلام الوثائقية الدولي بأمستردام في 20 نوفمبر 2010.

## روابط خارجية
- مقالات تستعمل روابط فنية بلا صلة مع ويكي بيانات